# 2570 Porphyro
A 2570 Porphyro (ideiglenes jelöléssel 1980 PG) a Naprendszer kisbolygóövében található aszteroida. Edward L. G. Bowell fedezte fel 1980. augusztus 6-án.